# Atletiek op de Olympische Zomerspelen 2004
Atletiek is een van de sporten die beoefend werden tijdens de Olympische Zomerspelen 2004 in Athene. De atletiekevenementen werden voor het grootste gedeelte afgewerkt in het Olympisch Stadion Spyridon Louis. Uitzondering hierop was de marathon, die gelopen werd van Marathónas naar het Kallimarmaro Stadion, waar ook het snelwandelen plaatsvond. Het kogelstoten werd afgewerkt in het 2500-jaar oude Stadion van Olympia. In dit stadion werden oorspronkelijk de Olympische Spelen in de Klassieke Oudheid gehouden. In de atletiek zijn er 46 disciplines.

## Uitslagen

### 100 m
| Rang | Land | Atleet           | Tijd       |
| ---- | ---- | ---------------- | ---------- |
| 1    | USA  | Justin Gatlin    | 9,85 (PB)  |
| 2    | POR  | Francis Obikwelu | 9,86 (AR)  |
| 3    | USA  | Maurice Greene   | 9,87 (SB)  |
| 4    | USA  | Shawn Crawford   | 9,89       |
| 5    | JAM  | Asafa Powell     | 9,94       |
| 6    | SKN  | Kim Collins      | 10,00 (SB) |
| 7    | BAR  | Obadele Thompson | 10,10      |
| 8    | GHA  | Aziz Zakari      | DNF        |

| Rang | Land | Atleet               | Tijd       |
| ---- | ---- | -------------------- | ---------- |
| 1    | BLR  | Joelija Nestsjarenka | 10,93      |
| 2    | USA  | Lauryn Williams      | 10,96 (PB) |
| 3    | JAM  | Veronica Campbell    | 10,97      |
| 4    | BUL  | Ivet Lalova          | 11,00      |
| 5    | JAM  | Aleen Bailey         | 11,05      |
| 6    | JAM  | Sherone Simpson      | 11,07      |
| 7    | BAH  | Debbie Ferguson      | 11,16      |
| 8    | USA  | LaTasha Colander     | 11,18      |

### 200 m
| Rang | Land | Atleet             | Tijd       |
| ---- | ---- | ------------------ | ---------- |
| 1    | USA  | Shawn Crawford     | 19,79 (PB) |
| 2    | USA  | Bernard Williams   | 20,01 (PB) |
| 3    | USA  | Justin Gatlin      | 20,03      |
| 4    | NAM  | Frankie Fredericks | 20,14 (SB) |
| 5    | POR  | Francis Obikwelu   | 20,14      |
| 6    | MRI  | Stéphane Buckland  | 20,24      |
| 7    | GER  | Tobias Unger       | 20,64      |
| 8    | JAM  | Asafa Powell       | DNS        |

| Rang | Land | Atleet            | Tijd        |
| ---- | ---- | ----------------- | ----------- |
| 1    | JAM  | Veronica Campbell | 22,05 (PB)  |
| 2    | USA  | Allyson Felix     | 22,18 (WJR) |
| 3    | BAH  | Debbie Ferguson   | 22,30 (SB)  |
| 4    | JAM  | Aleen Bailey      | 22,42       |
| 5    | BUL  | Ivet Lalova       | 22,57       |
| 6    | BEL  | Kim Gevaert       | 22,84       |
| 7    | USA  | Muna Lee          | 22,87       |
| 7    | GBR  | Abiodun Oyepitan  | 22,87       |

### 400 m
| Rang | Land | Atleet            | Tijd       |
| ---- | ---- | ----------------- | ---------- |
| 1    | USA  | Jeremy Wariner    | 44,00 (PB) |
| 2    | USA  | Otis Harris       | 44,16 (PB) |
| 3    | USA  | Derrick Brew      | 44,42 (SB) |
| 4    | GRN  | Alleyne Francique | 44,66      |
| 5    | JAM  | Brandon Simpson   | 44,76 (PB) |
| 6    | JAM  | Davian Clarke     | 44,83 (PB) |
| 7    | FRA  | Leslie Djhone     | 44,94      |
| 8    | JAM  | Michael Blackwood | 45,55      |

| Rang | Land | Atleet                   | Tijd       |
| ---- | ---- | ------------------------ | ---------- |
| 1    | BAH  | Tonique Williams-Darling | 49,41      |
| 2    | MEX  | Ana Guevara              | 49,56 (SB) |
| 3    | RUS  | Natalja Antjoech         | 49,89      |
| 4    | USA  | Monique Hennagan         | 49,97      |
| 5    | USA  | DeeDee Trotter           | 50,00 (PB) |
| 6    | USA  | Sanya Richards           | 50,19      |
| 7    | BAH  | Christine Amertil        | 50,37      |
| 8    | RUS  | Natalja Nazarova         | 50,65      |

### 800 m
| Rang | Land | Atleet              | Tijd         |
| ---- | ---- | ------------------- | ------------ |
| 1    | RUS  | Joeri Borzakovski   | 1.44,45      |
| 2    | RSA  | Mbulaeni Mulaudzi   | 1.44,61 (SB) |
| 3    | DEN  | Wilson Kipketer     | 1.44,65      |
| 4    | MAR  | Mouhssin Chehibi    | 1.45,16      |
| 5    | KEN  | Wilfred Bungei      | 1.45,31      |
| 6    | RSA  | Hezekiél Sepeng     | 1.45,53      |
| 7    | ALG  | Djabir Saïd-Guerni  | 1.45,61      |
| 8    | SUD  | Ismail Ahmed Ismail | 1.52,49      |

| Rang | Land | Atleet             | Tijd         |
| ---- | ---- | ------------------ | ------------ |
| 1    | GBR  | Kelly Holmes       | 1.56,38 (SB) |
| 2    | MAR  | Hasna Benhassi     | 1.56,43 (NR) |
| 3    | SLO  | Jolanda Čeplak     | 1.56,43 (SB) |
| 4    | MOZ  | Maria Mutola       | 1.56,51 (SB) |
| 5    | RUS  | Tatjana Andrianova | 1.56,88      |
| 6    | USA  | Jearl Miles-Clark  | 1.57,27 (SB) |
| 7    | ROU  | Maria Cioncan      | 1.59,62      |
| 8    | CUB  | Zulia Calatyud     | 2.00,95      |

### 1500 m
| Rang | Land | Atleet             | Tijd    |
| ---- | ---- | ------------------ | ------- |
| 1    | MAR  | Hicham El Guerrouj | 3.34,18 |
| 2    | KEN  | Bernard Lagat      | 3.34,30 |
| 3    | POR  | Rui Silva          | 3.34,68 |
| 4    | KEN  | Timothy Kiptanui   | 3.35,61 |
| 5    | UKR  | Ivan Hesjko        | 3.35,82 |
| 6    | GBR  | Michael East       | 3.36,33 |
| 7    | ESP  | Reyes Estévez      | 3.36,63 |
| 8    | NED  | Gert-Jan Liefers   | 3.37,17 |

| Rang | Land | Atleet              | Tijd         |
| ---- | ---- | ------------------- | ------------ |
| 1    | GBR  | Kelly Holmes        | 3.57,90 (NR) |
| 2    | RUS  | Tatjana Tomasjova   | 3.58,12 (PB) |
| 3    | ROU  | Maria Cioncan       | 3.58,39 (PB) |
| 4    | RUS  | Natalia Jewdokimowa | 3.59,05 (PB) |
| 5    | BUL  | Daniela Jordanowa   | 3.59,10 (PB) |
| 6    | POL  | Lidia Chojecka      | 3.59,27 (SB) |
| 7    | POL  | Anna Jakubczak      | 4.00,15 (PB) |
| 8    | TUR  | Elvan Abeylegesse   | 4.00,67      |

### 5000 m
| Rang | Land | Atleet                      | Tijd     |
| ---- | ---- | --------------------------- | -------- |
| 1    | MAR  | Hicham El Guerrouj          | 13.14,39 |
| 2    | ETH  | Kenenisa Bekele             | 13.14,59 |
| 3    | KEN  | Eliud Kipchoge              | 13.15,10 |
| 4    | ETH  | Gebre-egziabher Gebremariam | 13.15,35 |
| 5    | ETH  | Dejene Berhanu              | 13.16,92 |
| 6    | KEN  | John Kibowen                | 13.18,24 |
| 7    | ERI  | Zersenay Tadese             | 13.24,31 |
| 8    | AUS  | Craig Mottram               | 13.25,70 |

| Rang | Land | Atleet                    | Tijd     |
| ---- | ---- | ------------------------- | -------- |
| 1    | ETH  | Meseret Defar             | 14.45,65 |
| 2    | KEN  | Isabella Ochichi          | 14.48,19 |
| 3    | ETH  | Tirunesh Dibaba           | 14.51,83 |
| 4    | RUS  | Jelena Sadoroschnaja      | 14.55,52 |
| 5    | GBR  | Joanne Pavey              | 14.57,87 |
| 6    | RUS  | Goelnara Samitova-Galkina | 15.02,30 |
| 7    | GER  | Irina Mikitenko           | 15.03,36 |
| 8    | CHN  | Sun Yingjie               | 15.07,23 |

### 10.000 m
| Rang | Land | Atleet              | Tijd          |
| ---- | ---- | ------------------- | ------------- |
| 1    | ETH  | Kenenisa Bekele     | 27.05,10 (OR) |
| 2    | ETH  | Sileshi Sihine      | 27.09,39      |
| 3    | ERI  | Zersenay Tadese     | 27.22,57 (NR) |
| 4    | UGA  | Boniface Kiprop     | 27.25,48 (SB) |
| 5    | ETH  | Haile Gebrselassie  | 27.27,70      |
| 6    | KEN  | John Cheriyot Korir | 27.41,91 (SB) |
| 7    | KEN  | Moses Mosop         | 27.46,61      |
| 8    | FRA  | Ismail Sghyr        | 27.57,09      |

| Rang | Land | Atleet            | Tijd          |
| ---- | ---- | ----------------- | ------------- |
| 1    | CHN  | Xing Huina        | 30.24,36 (PB) |
| 2    | ETH  | Ejegayehu Dibaba  | 30.24,98 (PB) |
| 3    | ETH  | Derartu Tulu      | 30.26,42 (SB) |
| 4    | ETH  | Werknesh Kidane   | 30.28,30      |
| 5    | NED  | Lornah Kiplagat   | 30.31,92      |
| 6    | CHN  | Sun Yingjie       | 30.54,37 (SB) |
| 7    | LAT  | Jeļena Prokopčuka | 31.04,10 (NR) |
| 8    | RUS  | Lidia Grigorjeva  | 31.04,62      |

### marathon
| Rang | Land | Atleet            | Tijd         |
| ---- | ---- | ----------------- | ------------ |
| 1    | ITA  | Stefano Baldini   | 2:10.55      |
| 2    | USA  | Meb Keflezighi    | 2:11.29 (SB) |
| 3    | BRA  | Vanderlei de Lima | 2:12.11      |
| 4    | GBR  | Jon Brown         | 2:12.26 (SB) |
| 5    | JPN  | Shigeru Aburaya   | 2:13.11      |
| 6    | JPN  | Toshinari Suwa    | 2:13.24      |
| 7    | KEN  | Erick Wainaina    | 2:13.30      |
| 8    | POR  | Alberto Chaíça    | 2:14.17      |

| Rang | Land | Atleet            | Tijd         |
| ---- | ---- | ----------------- | ------------ |
| 1    | JPN  | Mizuki Noguchi    | 2:26.20      |
| 2    | KEN  | Catherine Ndereba | 2:26.32      |
| 3    | USA  | Deena Kastor      | 2:27.20 (SB) |
| 4    | ETH  | Elfenesh Alemu    | 2:28.15      |
| 5    | JPN  | Reiko Tosa        | 2:28.44      |
| 6    | SCG  | Olivera Jevtić    | 2:31.15      |
| 7    | JPN  | Naoko Sakamoto    | 2:31.43      |
| 8    | RUS  | Ljoedmila Petrova | 2:31.56      |

### 20 km snelwandelen
| Rang | Land | Atleet                     | Tijd         |
| ---- | ---- | -------------------------- | ------------ |
| 1    | ITA  | Ivano Brugnetti            | 1:19.40 (PB) |
| 2    | ESP  | Francisco Javier Fernández | 1:19.45      |
| 3    | AUS  | Nathan Deakes              | 1:20.02      |
| 4    | ECU  | Jefferson Pérez            | 1:20.38      |
| 5    | ESP  | Juan Manuel Molina         | 1:20.55      |
| 6    | CHN  | Zhu Hongjun                | 1:21.40      |
| 7    | RUS  | Wladimir Andrejew          | 1:21.53      |
| 8    | GER  | André Höhne                | 1:21.56      |

| Rang | Land | Atleet               | Tijd         |
| ---- | ---- | -------------------- | ------------ |
| 1    | GRE  | Athanasía Tsoumeléka | 1:29.12 (PB) |
| 2    | RUS  | Olimpiada Ivanova    | 1:29.16      |
| 3    | AUS  | Jane Saville         | 1:29.25      |
| 4    | BLR  | Ryta Toerava         | 1:29.39      |
| 5    | GER  | Melanie Seeger       | 1:29.52      |
| 6    | ITA  | Elisa Rigaudo        | 1:29.57      |
| 7    | ESP  | María Vasco          | 1:30.06      |
| 8    | CHN  | Wang Liping          | 1:30.16      |

### 50 km snelwandelen
| Rang | Land | Atleet              | Tijd         |
| ---- | ---- | ------------------- | ------------ |
| 1    | POL  | Robert Korzeniowski | 3:38.46      |
| 2    | RUS  | Denis Nizjegorodov  | 3:42.50      |
| 3    | RUS  | Aleksej Vojevodin   | 3:43.34      |
| 4    | CHN  | Yu Caohong          | 3:43.45      |
| 5    | ESP  | Jesús Ángel García  | 3:44.42 (SB) |
| 6    | POL  | Roman Magdziarczyk  | 3:48.11      |
| 7    | POL  | Grzegorz Sudol      | 3:49.09 (PB) |
| 8    | ESP  | Santiago Pérez      | 3:49.48 (SB) |

### 110 m horden/100 m horden
| Rang | Land | Atleet             | Tijd       |
| ---- | ---- | ------------------ | ---------- |
| 1    | CHN  | Liu Xiang          | 12,91 (WR) |
| 2    | USA  | Terrence Trammell  | 13,18      |
| 3    | CUB  | Anier García       | 13,20 (SB) |
| 4    | JAM  | Maurice Wignall    | 13,21      |
| 5    | LAT  | Staņislavs Olijars | 13,21      |
| 6    | CAN  | Charles Allen      | 13,48      |
| 7    | BRA  | Mateus Inocêncio   | 13,49      |
| 8    | FRA  | Ladji Doucouré     | 13,76      |

| Rang | Land | Atleet                | Tijd       |
| ---- | ---- | --------------------- | ---------- |
| 1    | USA  | Joanna Hayes          | 12,37 (OR) |
| 2    | UKR  | Olena Krasovska       | 12,45 (PB) |
| 3    | USA  | Melissa Morrison      | 12,56      |
| 4    | RUS  | Maria Korotejewa      | 12,72      |
| 5    | JAM  | Lacena Golding-Clarke | 12,73      |
| 6    | CAN  | Angela Whyte          | 12,81      |
| -    | CAN  | Perdita Felicien      | DNF        |
| -    | RUS  | Irina Schewtschenko   | DNF        |

### 400 m horden
| Rang | Land | Atleet          | Tijd       |
| ---- | ---- | --------------- | ---------- |
| 1    | DOM  | Félix Sánchez   | 47,63 (SB) |
| 2    | JAM  | Danny McFarlane | 48,11      |
| 3    | FRA  | Naman Keïta     | 48,26      |
| 4    | USA  | James Carter    | 48,58      |
| 5    | PAN  | Bayano Kamani   | 48,74      |
| 6    | POL  | Marek Plawgo    | 49,00      |
| 7    | RSA  | Alwyn Myburgh   | 49,07      |
| 8    | USA  | Bennie Brazell  | 49,51      |

| Rang | Land | Atleet                        | Tijd  |
| ---- | ---- | ----------------------------- | ----- |
| 1    | GRE  | Faní Chalkiá                  | 52,82 |
| 2    | ROU  | Ionela Târlea-Manolache       | 53,38 |
| 3    | UKR  | Tetjana Teresjtsjoek-Antipova | 53,44 |
| 4    | USA  | Sheena Tosta                  | 53,83 |
| 5    | AUS  | Jana Pittman                  | 53,92 |
| 6    | RUS  | Jekaterina Bikkert            | 54,18 |
| 7    | USA  | Brenda Taylor                 | 54,97 |
| 8    | RUS  | Joelia Petsjonkina            | 55,79 |

### 3000 m steeplechase
| Rang | Land | Atleet              | Tijd         |
| ---- | ---- | ------------------- | ------------ |
| 1    | KEN  | Ezekiel Kemboi      | 8.05,81 (SB) |
| 2    | KEN  | Brimin Kipruto      | 8.06,11      |
| 3    | KEN  | Paul Kipsiele Koech | 8.06,64      |
| 4    | QAT  | Musa Amer Obaid     | 8.07,18 (PB) |
| 5    | ESP  | Luis Miguel Martín  | 8.11,64 (SB) |
| 6    | NED  | Simon Vroemen       | 8.13,25 (SB) |
| 7    | FRA  | Bouabdellah Tahri   | 8.14,26 (SB) |
| 8    | MAR  | Ali Ezzine          | 8.15,58      |

### 4 x 100 m estafette
| Rang | Land | Atleten                                                           | Tijd       |
| ---- | ---- | ----------------------------------------------------------------- | ---------- |
| 1    | GBR  | Jason Gardener Darren Campbell Marlon Devonish Mark Lewis-Francis | 38,07 (SB) |
| 2    | USA  | Shawn Crawford Justin Gatlin Coby Miller Maurice Greene           | 38,08      |
| 3    | NGR  | Olusoji Fasuba Uchenna Emedolu Aaron Egbele Deji Aliu             | 38,23 (SB) |
| 4    | JPN  | Hiroyasu Tsuchie Shingo Suetsugu Shinji Takahira Nobuharu Asahara | 38,49      |
| 5    | POL  | Zbigniew Tulin Lukasz Chyla Marcin Jedrusinski Marcin Urbaś       | 38,54      |
| 6    | AUS  | Adam Basil Paul Di Bella Patrick Johnson Joshua Ross              | 38,56      |
| 7    | TRI  | Nicconnor Alexander Marc Burns Ato Boldon Darrel Brown            | 38,60      |
| 8    | BRA  | Cláudio Souza Édson Ribeiro André da Silva Vicente de Lima        | 38,67      |

| Rang | Land | Atleten                                                                          | Tijd       |
| ---- | ---- | -------------------------------------------------------------------------------- | ---------- |
| 1    | JAM  | Tayna Lawrence Sherone Simpson Aleen Bailey Veronica Campbell                    | 41,73 (NR) |
| 2    | RUS  | Olga Fjodorova Joelia Tabakova Irina Chabarova Larisa Kroeglova                  | 42,27      |
| 3    | FRA  | Véronique Mang Muriel Hurtis-Houairi Sylviane Félix Christine Arron              | 42,54      |
| 4    | BAH  | Timicka Clarke Chandra Sturrup Shandria Brown Debbie Ferguson                    | 42,69 (SB) |
| 5    | BLR  | Joelija Nestsjarenka Natallja Safronnikava Alena Newmjarzjytskaja Aksana Drahoen | 42,94 (NR) |
| 6    | BEL  | Katleen De Caluwé Lien Huyghebaert Élodie Ouédraogo Kim Gevaert                  | 43,11      |
| 7    | NGR  | Gloria Kemasuode Mercy Nku Oludamola Osayomi Endurance Ojokolo                   | 43,42      |
| -    | USA  | Angela Williams Marion Jones Lauryn Williams LaTasha Colander                    | DNF        |

### 4 x 400 m estafette
| Rang | Land | Atleten                                                          | Tijd         |
| ---- | ---- | ---------------------------------------------------------------- | ------------ |
| 1    | USA  | Otis Harris Derrick Brew Jeremy Wariner Darold Williamson        | 2.55,91 (SB) |
| 2    | AUS  | John Steffensen Mark Ormrod Patrick Dwyer Clinton Hill           | 3.00,60 (SB) |
| 3    | NGR  | James Godday Musa Audu Saul Weigopwa Enefiok Udo-Obong           | 3.00,90 (SB) |
| 4    | JPN  | Yuki Yamaguchi Jun Osakada Tomohiro Itō Mitsuhiro Satō           | 3.00,99 (SB) |
| 5    | GBR  | Timothy Benjamin Sean Baldock Malachi Davis Matthew Elias        | 3.01,07 (SB) |
| 6    | BAH  | Nathaniel McKinney Aaron Cleare Andrae Williams Chris Brown      | 3.01,88      |
| 7    | GER  | Ingo Schultz Kamghe Gaba Ruwen Faller Bastian Swillims           | 3.02,22      |
| 8    | BOT  | Johnson Kubisa California Molefe Gaolesiela Salang Kagiso Kilego | 3.02,49 (SB) |

| Rang | Land | Atleten                                                          | Tijd         |
| ---- | ---- | ---------------------------------------------------------------- | ------------ |
| 1    | USA* | DeeDee Trotter Monique Henderson Sanya Richards Monique Hennagan | 3.19,01 (SB) |
| 2    | RUS  | Olesja Forsjeva Natalja Nazarova Olesja Zykina Natalja Antjoech  | 3.20,16 (SB) |
| 3    | JAM  | Novlene Williams Michelle Burgher Nadia Davy Sandie Richards     | 3.22,00 (SB) |
| 4    | GBR  | Donna Fraser Catherine Murphy Christine Ohuruogu Lee McConnell   | 3.25,12 (SB) |
| 5    | POL  | Zuzanna Radecka Monika Bejnar Malgorzata Pskit Grażyna Prokopek  | 3.25,22      |
| 6    | ROU  | Angela Morosanu Alina Râpanu Maria Rus Ionela Târlea-Manolache   | 3.26,81 (SB) |
| 7    | IND  | Sathi Geetha K. Mathews Beenamol Chitra Soman Rajwinder Kaur     | 3.28,51      |
| 8    | GRE  | Haríklia Boudá Hrísoula Goudenoúdi Dímitra Dóva Faní Chalkiá     | 3.45,70      |

*De dopingzaak van de Amerikaanse atlete Crystal Cox heeft nog niet tot een aanpassing van de medaillestand geleid. Ze bekende doping te hebben gebruikt tijdens de Spelen waar ze deel uitmaakte van het estafetteteam op de 4x400 meter. Ze nam deel in de series. De IAAF adviseerde om het team de medaille te ontnemen maar het IOC heeft deze straf nog niet overgenomen. In 2012 heeft het IOC de schorsing van Cox bevestigd en heeft het tegelijkertijd gevraagd aan de IAAF om te bepalen of dit al dan niet leidt tot het schrappen van de Amerikaanse team uit de uitslag en het herverdelen van de medailles op basis van de toen geldende regels. Het goud zou dan naar Rusland gaan, het zilver naar Jamaica en het brons naar Groot-Brittannië.

### hoogspringen
| Rang | Land | Atleet            | Hoogte      |
| ---- | ---- | ----------------- | ----------- |
| 1    | SWE  | Stefan Holm       | 2,36 m      |
| 2    | USA  | Matt Hemingway    | 2,34 m (SB) |
| 3    | CZE  | Jaroslav Bába     | 2,34 m (PB) |
| 4    | USA  | Jamie Nieto       | 2,34 m (PB) |
| 5    | UKR  | Andrei Sokolovsky | 2,32 m      |
| 6    | RUS  | Jaroslav Rybakov  | 2,32 m (SB) |
| 7    | CAN  | Mark Boswell      | 2,29 m (SB) |
| 8    | CZE  | Svatoslav Ton     | 2,29 m      |

| Rang | Land | Atleet              | Hoogte      |
| ---- | ---- | ------------------- | ----------- |
| 1    | RUS  | Jelena Slesarenko   | 2,06 m (OR) |
| 2    | RSA  | Hestrie Cloete      | 2,02 m      |
| 3    | UKR  | Vita Stopina        | 2,02 m (PB) |
| 4    | USA  | Amy Acuff           | 1,99 m      |
| 5    | UKR  | Iryna Mychaltsjenko | 1,96 m      |
| 6    | RUS  | Anna Tsjitsjerova   | 1,96 m      |
| 7    | ROU  | Oana Pantelimon     | 1,93 m (SB) |
| 8    | ROU  | Monica Iagar        | 1,93 m      |

### verspringen
| Rang | Land | Atleet             | Afstand     |
| ---- | ---- | ------------------ | ----------- |
| 1    | USA  | Dwight Phillips    | 8,59 m      |
| 2    | USA  | John Moffitt       | 8,47 m (PB) |
| 3    | ESP  | Joan Lino Martínez | 8,32 m (PB) |
| 4    | JAM  | James Beckford     | 8,31 m (SB) |
| 5    | GBR  | Chris Tomlinson    | 8,25 m (SB) |
| 6    | GHA  | Ignisious Gaisah   | 8,24 m      |
| 7    | CUB  | Iván Pedroso       | 8,23 m (SB) |
| 8    | ROU  | Bogdan Țărus       | 8,21 m      |

| Rang | Land | Atleet            | Afstand     |
| ---- | ---- | ----------------- | ----------- |
| 1    | RUS  | Tatjana Lebedeva  | 7,07 m      |
| 2    | RUS  | Irina Simagina    | 7,05 m      |
| 3    | RUS  | Tatjana Kotova    | 7,05 m (SB) |
| 4    | AUS  | Bronwyn Thompson  | 6,96 m (SB) |
| 5    | USA  | Marion Jones      | 6,85 m      |
| 6    | IND  | Anju Bobby George | 6,83 m (NR) |
| 7    | GBR  | Jade Johnson      | 6,80 m (PB) |
| 8    | HUN  | Tünde Vaszi       | 6,73 m (SB) |

### polsstokhoogspringen
| Rang | Land | Atleet              | Hoogte      |
| ---- | ---- | ------------------- | ----------- |
| 1    | USA  | Tim Mack            | 5,95 m (OR) |
| 2    | USA  | Toby Stevenson      | 5,90 m      |
| 3    | ITA  | Giuseppe Gibilisco  | 5,85 m (SB) |
| 4    | RUS  | Igor Pavlov         | 5,80 m (PB) |
| 5    | GER  | Danny Ecker         | 5,75 m (SB) |
| 6    | GER  | Lars Börgeling      | 5,75 m (SB) |
| 7    | USA  | Derek Miles         | 5,75 m      |
| 8    | ISR  | Aleksander Averbukh | 5,65 m      |

| Rang | Land | Atleet                 | Hoogte      |
| ---- | ---- | ---------------------- | ----------- |
| 1    | RUS  | Jelena Isinbajeva      | 4,91 m (WR) |
| 2    | RUS  | Svetlana Feofanova     | 4,75 m      |
| 3    | POL  | Anna Rogowska          | 4,70 m      |
| 4    | POL  | Monika Pyrek           | 4,55 m      |
| 5    | ISL  | Thórey Edda Elisdóttir | 4,55 m      |
| 6    | ESP  | Naroa Agirre           | 4,40 m      |
|      | UKR  | Anzjela Balachonova    | 4,40 m      |
|      | FRA  | Vanessa Boslak         | 4,40 m      |
|      | CAN  | Dana Ellis             | 4,40 m      |

### hink-stap-springen
| Rang | Land | Atleet                | Afstand      |
| ---- | ---- | --------------------- | ------------ |
| 1    | SWE  | Christian Olsson      | 17,79 m (NR) |
| 2    | ROU  | Marian Oprea          | 17,55 m (SB) |
| 3    | RUS  | Danila Boerkenja      | 17,48 m      |
| 4    | CUB  | Yoandri Betanzos      | 17,47 m      |
| 5    | BRA  | Jadel Gregório        | 17,31 m      |
| 6    | GRE  | Hrístos Melétoglou    | 17,13 m (SB) |
| 7    | RUS  | Viktor Guschtschinski | 17,11 m      |
| 8    | CUB  | Yoelbi Quesada        | 16,96 m      |

| Rang | Land | Atleet                 | Afstand      |
| ---- | ---- | ---------------------- | ------------ |
| 1    | CMR  | Françoise Mbango Etone | 15,30 m (AR) |
| 2    | GRE  | Hrysopiyi Devetzi      | 15,25 m      |
| 3    | RUS  | Tatjana Lebedeva       | 15,14 m      |
| 4    | JAM  | Trecia Smith           | 15,02 m      |
| 5    | SUD  | Yamilé Aldama          | 14,99 m      |
| 6    | ALG  | Baya Rahouli           | 14,86 m      |
| 7    | ITA  | Magdelín Martínez      | 14,85 m      |
| 8    | RUS  | Anna Pjatych           | 14,79 m      |

### speerwerpen
| Rang | Land | Atleet              | Afstand      |
| ---- | ---- | ------------------- | ------------ |
| 1    | NOR  | Andreas Thorkildsen | 86,50 m (PB) |
| 2    | LAT  | Vadims Vasiļevskis  | 84,95 m (PB) |
| 3    | RUS  | Sergej Makarov      | 84,84 m      |
| 4    | GBR  | Steve Backley       | 84,13 m (SB) |
| 5    | RUS  | Aleksandr Ivanov    | 83,31 m      |
| 6    | EST  | Andrus Värnik       | 83,25 m      |
| 7    | LAT  | Ēriks Rags          | 83,14 m      |
| 8    | FIN  | Tero Pitkämäki      | 83,01 m      |

| Rang | Land | Atleet              | Afstand      |
| ---- | ---- | ------------------- | ------------ |
| 1    | CUB  | Osleidys Menéndez   | 71,53 m (OR) |
| 2    | GER  | Steffi Nerius       | 65,82 m (PB) |
| 3    | GRE  | Mirela Maniani      | 64,29 m (SB) |
| 4    | CZE  | Nikola Brejchová    | 64,23 m      |
| 5    | CUB  | Sonia Bisset        | 63,54 m      |
| 6    | BAH  | Laverne Eve         | 62,77 m (SB) |
| 7    | CUB  | Noraida Bicet       | 62,51 m      |
| 8    | UKR  | Tetjana Lyachovytsj | 61,75 m      |

### discuswerpen
| Rang | Land | Atleet             | Afstand      |
| ---- | ---- | ------------------ | ------------ |
| 1    | LTU  | Virgilijus Alekna  | 69,89 m (OR) |
| 2    | HUN  | Zoltán Kővágó      | 67,04 m      |
| 3    | EST  | Aleksander Tammert | 66,66 m      |
| 4    | BLR  | Vasilij Kaptjoech  | 65,10 m      |
| 5    | RSA  | Frantz Kruger      | 64,34 m      |
| 6    | USA  | Casey Malone       | 64,33 m      |
| 7    | GER  | Lars Riedel        | 62,80 m      |
| 8    | RSA  | Hannes Hopley      | 62,58 m      |

| Rang | Land | Atleet                    | Afstand      |
| ---- | ---- | ------------------------- | ------------ |
| 1    | RUS  | Natalja Sadova            | 67,02 m      |
| 2    | GRE  | Anastasía Kelesídou       | 66,68 m      |
| 3    | CZE  | Věra Pospíšilová-Cechlová | 66,08 m      |
| 4    | UKR  | Olena Antonova            | 65,75 m      |
| 5    | ROU  | Nicoleta Grasu            | 64,92 m (SB) |
| 6    | NZL  | Beatrice Faumuina         | 63,45 m      |
| 7    | GRE  | Ekateríni Vóggoli         | 62,37 m      |
| DSQ  | BLR  | Iryna Jatsjanka           | 66,17 m      |

### kogelstoten
| Rang | Land | Atleet             | Afstand      |
| ---- | ---- | ------------------ | ------------ |
| 1    | USA  | Adam Nelson        | 21,16 m      |
| 2    | DEN  | Joachim Olsen      | 21,07 m      |
| 3    | ESP  | Manuel Martínez    | 20,84 m      |
| 4    | BLR  | Andrej Michnevitsj | 20,60 m      |
| 5    | BLR  | Joerij Belov       | 20,34 m      |
| 6    | AUS  | Justin Anlezark    | 20,31 m      |
| 7    | GER  | Ralf Bartels       | 20,26 m      |
| DSQ  | UKR  | Joeri Bilonoh      | 21,16 m (SB) |

| Rang | Land | Atleet              | Afstand      |
| ---- | ---- | ------------------- | ------------ |
| 1    | CUB  | Yumileidi Cumbá     | 19,59 m      |
| 2    | GER  | Nadine Kleinert     | 19,55 m (SB) |
| 3    | BLR  | Nadzeja Astaptsjoek | 19,01 m      |
| 4    | BLR  | Natallja Khoroneko  | 18,96 m      |
| 5    | POL  | Krystyna Zabawka    | 18,64 m      |
| 6    | CUB  | Misleydis González  | 18,59 m      |
| 7    | NZL  | Valerie Vili        | 18,56 m      |
| DSQ  | RUS  | Svetlana Kriveljova | 19,49 m      |

### kogelslingeren
| Rang | Land | Atleet              | Afstand        |
| ---- | ---- | ------------------- | -------------- |
| 1    | JPN  | Koji Murofushi      | 82,91 m (SB) * |
| 3    | TUR  | Eşref Apak          | 79,51 m        |
| 3    | BLR  | Vadzim Dzevjatowski | 78,82 m        |
| 4    | HUN  | Krisztián Pars      | 78,73 m        |
| 5    | SLO  | Primož Kozmus       | 78,56 m        |
| 6    | SVK  | Libor Charfreitag   | 77,54 m        |
| 7    | GER  | Karsten Kobs        | 76,30 m        |
| DSQ  | BLR  | Ivan Tsichan        | 79,81 m        |

- De medaille van Ivan Tsichan is nog niet herverdeeld. Volgens de IOC-database heeft Eşref Apak nog altijd het brons en is Vadzim Dzevjatowski derde maar zonder medaille.[6]

| Rang | Land | Atleet             | Afstand      |
| ---- | ---- | ------------------ | ------------ |
| 1    | RUS  | Olga Koezenkova    | 75,02 m (OR) |
| 2    | CUB  | Yipsi Moreno       | 73,36 m      |
| 3    | CUB  | Yunaika Crawford   | 73,16 m (PB) |
| 4    | GER  | Betty Heidler      | 72,73 m (NR) |
| 5    | POL  | Kamila Skolimowska | 72,57 m (SB) |
| 6    | BLR  | Volha Tsander      | 72,27 m      |
| 7    | CHN  | Zhang Wenxiu       | 72,03 m      |
| 8    | UKR  | Iryna Sekatsjova   | 70,40 m      |

 * Aanvankelijk had de Hongaar Adrián Annus de wedstrijd gewonnen. Later werd deze echter betrapt op dopinggebruik en gediskwalificeerd.

### tienkamp/zevenkamp
| Rang | Land | Atleet           | Punten      |
| ---- | ---- | ---------------- | ----------- |
| 1    | CZE  | Roman Šebrle     | 8893 p (OR) |
| 2    | USA  | Bryan Clay       | 8820 p (PB) |
| 3    | KAZ  | Dmitriy Karpov   | 8725 p (AR) |
| 4    | GBR  | Dean Macey       | 8414 p (SB) |
| 5    | NED  | Chiel Warners    | 8343 p (SB) |
| 6    | HUN  | Attila Zsivóczky | 8287 p (SB) |
| 7    | FRA  | Laurent Hernu    | 8237 p (SB) |
| 8    | EST  | Erki Nool        | 8235 p      |

| Rang | Land | Atleet               | Punten      |
| ---- | ---- | -------------------- | ----------- |
| 1    | SWE  | Carolina Klüft       | 6952 p (SB) |
| 2    | LTU  | Austra Skujytė       | 6435 p (PB) |
| 3    | GBR  | Kelly Sotherton      | 6424 p (PB) |
| 4    | USA  | Shelia Burrell       | 6296 p (SB) |
| 5    | RUS  | Jelena Prochorowa    | 6289 p      |
| 6    | GER  | Sonja Kesselschläger | 6287 p (PB) |
| 7    | FRA  | Marie Collonvillé    | 6279 p (SB) |
| 8    | UKR  | Natalja Dobrynska    | 6255 p      |

## Afkortingenlijst
- WR: Wereldrecord
- OR: Olympisch record
- AR: Werelddeelrecord
- NR: Nationaal record
- WJR: Wereld jeugdrecord
- WL: Beste jaarprestatie
- PB: Persoonlijk record
- SB: Beste seizoensprestatie
- DSQ: Diskwalificatie

## Medaillespiegel
| rang   | land                   | goud | zilver | brons | totaal |
| ------ | ---------------------- | ---- | ------ | ----- | ------ |
| 1      | Verenigde Staten       | 8    | 12     | 5     | 25     |
| 2      | Rusland                | 6    | 7      | 7     | 20     |
| 3      | Groot-Brittannië       | 3    | 0      | 1     | 4      |
| 4      | Zweden                 | 3    | 0      | 0     | 3      |
| 5      | Ethiopië               | 2    | 3      | 2     | 7      |
| 6      | Griekenland            | 2    | 2      | 1     | 5      |
| 7      | Cuba                   | 2    | 1      | 2     | 5      |
| 7      | Jamaica                | 2    | 1      | 2     | 5      |
| 9      | Marokko                | 2    | 1      | 0     | 3      |
| 10     | Italië                 | 2    | 0      | 1     | 3      |
| 11     | China                  | 2    | 0      | 0     | 2      |
| 11     | Japan                  | 2    | 0      | 0     | 2      |
| 13     | Kenia                  | 1    | 4      | 2     | 7      |
| 14     | Oekraïne               | 1    | 1      | 2     | 4      |
| 15     | Wit-Rusland            | 1    | 1      | 1     | 3      |
| 16     | Litouwen               | 1    | 1      | 0     | 2      |
| 17     | Bahama's               | 1    | 0      | 1     | 2      |
| 17     | Polen                  | 1    | 0      | 1     | 2      |
| 17     | Tsjechië               | 1    | 0      | 1     | 2      |
| 20     | Dominicaanse Republiek | 1    | 0      | 0     | 1      |
| 20     | Kameroen               | 1    | 0      | 0     | 1      |
| 20     | Noorwegen              | 1    | 0      | 0     | 1      |
| 23     | Roemenië               | 0    | 2      | 1     | 3      |
| 24     | Duitsland              | 0    | 2      | 0     | 2      |
| 24     | Zuid-Afrika            | 0    | 2      | 0     | 2      |
| 26     | Australië              | 0    | 1      | 2     | 3      |
| 27     | Portugal               | 0    | 1      | 1     | 2      |
| 27     | Spanje                 | 0    | 1      | 1     | 2      |
| 29     | Hongarije              | 0    | 1      | 0     | 1      |
| 29     | Letland                | 0    | 1      | 0     | 1      |
| 29     | Mexico                 | 0    | 1      | 0     | 1      |
| 32     | Denemarken             | 0    | 0      | 2     | 2      |
| 32     | Frankrijk              | 0    | 0      | 2     | 2      |
| 32     | Nigeria                | 0    | 0      | 2     | 2      |
| 35     | Brazilië               | 0    | 0      | 1     | 1      |
| 35     | Eritrea                | 0    | 0      | 1     | 1      |
| 35     | Estland                | 0    | 0      | 1     | 1      |
| 35     | Kazachstan             | 0    | 0      | 1     | 1      |
| 35     | Slovenië               | 0    | 0      | 1     | 1      |
| 35     | Turkije                | 0    | 0      | 1     | 1      |
| totaal | totaal                 | 46   | 46     | 46    | 138    |

Athene 1896 · Parijs 1900 · St. Louis 1904 · Londen 1908 · Stockholm 1912 · Antwerpen 1920 · Parijs 1924 · Amsterdam 1928 · Los Angeles 1932 · Berlijn 1936 · Londen 1948 · Helsinki 1952 · Melbourne 1956 · Rome 1960 · Tokio 1964 · Mexico-stad 1968 · München 1972 · Montréal 1976 · Moskou 1980 · Los Angeles 1984 · Seoel 1988 · Barcelona 1992 · Atlanta 1996 · Sydney 2000 · Athene 2004 · Peking 2008 · Londen 2012 · Rio de Janeiro 2016  · Tokio 2020  · Parijs 2024  · Los Angeles 2028 
Medaillewinnaars mannen · vrouwen · gemengd
Atletiek · Badminton · Basketbal · Boksen · Boogschieten · Gewichtheffen · Gymnastiek · Handbal · Hockey · Honkbal · Judo · Kanovaren · Moderne vijfkamp · Paardensport · Roeien · Schermen · Schietsport · Schoonspringen · Softbal · Synchroonzwemmen · Taekwondo · Tafeltennis · Tennis · Triatlon · Voetbal · Volleybal · Waterpolo · Wielersport · Worstelen · Zeilen · Zwemmen